# Koszwały (stacja kolejowa)
Koszwały – zlikwidowana węzłowa wąskotorowa stacja kolejowa w Koszwałach, w gminie Cedry Wielkie, w powiecie gdańskim, w województwie pomorskim. Położona była na linii kolejowej z Odrzygości. Linia ta została otwarta w 1905 roku. W tym samym roku otwarto także linie: z Giemlic i do Stegny Gdańskiej. W 1974 roku wszystkie linie uległy likwidacji.